# Dulene
Dulene (en serbe cyrillique : Дулене) est un village de Serbie situé dans la municipalité de Pivara (Kragujevac), district de Šumadija. Au recensement de 2011, il comptait 151 habitants.

## Géographie
Dulene est situé sur les bords de la Dulenska reka, un des bras qui forme le Lugomir, un affluent de la Velika Morava.

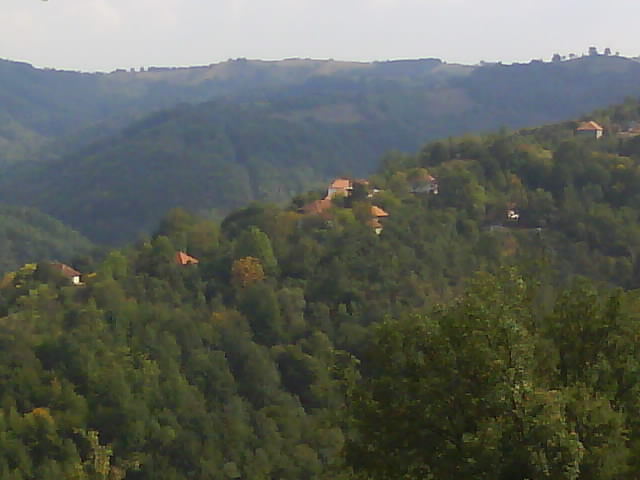
Les Gledićke planine sur le territoire de Dulene

## Démographie
| 1948  | 1953  | 1961 | 1971 | 1981 | 1991 | 2002 | 2011 |
| ----- | ----- | ---- | ---- | ---- | ---- | ---- | ---- |
| 1 155 | 1 139 | 987  | 716  | 450  | 287  | 218  | 151  |

|  |